# 気吹舎

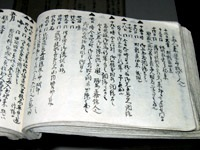
『気吹舎日記』

気吹舎（いぶきのや）は、江戸時代の国学者平田篤胤（ひらたあつたね）が営んだ書斎兼私塾。文化元年（1804年）創設。篤胤、銕胤（かねたね）、延胤（のぶたね）の平田三代にわたる国学塾で、明治時代（1876年）までつづいた。当初は江戸の湯島天満宮男坂下（ 現、東京都文京区湯島）で営まれていたが、銕胤が久保田藩（秋田藩）に取り立てられ、佐竹氏の家臣となってからは鳥越（現、東京都台東区）の同藩中屋敷に移った。
平田篤胤が「気吹舎」の号を用い始めたのは 文化13年（1816年）であり、それ以前は「真菅乃屋」（ますげのや）の号を用いていた。本項では、初期の篤胤塾（真菅乃屋）についても説明する。

## 概要

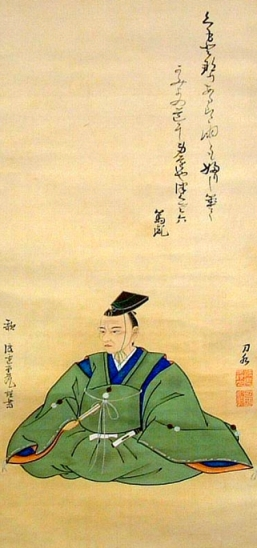
平田篤胤肖像

出羽国久保田藩生まれの篤胤が国許を出奔したのが寛政7年（1795年）、江戸に出て5代目市川團十郎の下僕や火消しなど苦学しながら当時の最新の学問、西洋の医学・地理学・天文学を学んだ。篤胤が本居宣長の業績に接したのは享和3年（1803年）のことである。妻の綾瀬が求めてきた宣長の本を読んで国学を志すようになり、夢のなかで宣長より入門を許可されたとしており、「宣長没後の門人」を自称、これは時代の流行語となった。気吹舎の前身である真菅乃屋が開かれたのは文化元年（1804年）、好学の人であれば、身分を問わず誰に対しても門戸がひらかれていた。
文化元年（1804年）から明治9年（1876年）までの平田塾の門人数は約4,200名（篤胤の生前の門人が553人、慶応3年までの「篤胤没後の門人」が1,330人）にのぼったことが知られている。その半数以上が豪農や地方村落の神官であり、同時期に活動していた本居大平や本居春庭の塾と比較しても、一段と庶民性を濃くしており、平田国学が「草莽の国学」と称される所以を示している。地理的には、下野国・上野国・武蔵国・下総国・出羽国・越後国・信濃国・美濃国・近江国などが多く、なかでも信濃国が630名と最も多く、とりわけ伊那谷は386名を数えた。このように、平田塾が階層的にも地理的にも広い範囲からの門人を集めた理由のひとつとしては、平田国学が、近代をむかえようとする在方レベルでの新しい知識欲に応えうる内容を有していたからだと考えられる。すなわち、その国学には、たとえ通俗化したかたちではあっても洋学からの新知識や世界の地誌や地理、地動説にもとづく宇宙論、分子論を取り込んだ霊魂論、また、復古神道の論理的帰結であり、身分制の解体を希求する「御国の御民」論など、当時、台頭しつつあり、また地方の課題に向き合うことを余儀なくされた在方の豪農層には新鮮で有用な知見が多く含まれていたのである。
こうした庶民性は篤胤の講義法にもあらわれていた。真菅乃屋時代の篤胤の雑記帳が残っており、そこには多くの川柳が書き留められている。篤胤が川柳をまじえて受講者の笑いをとりつつ、講義をおこなったと考えられる。なお、初期の篤胤塾では、入門の際の束脩金は金100疋（＝1分）から2朱（＝50疋）、ほかに、五節句（人日、上巳、端午、七夕、重陽）の折には祝儀金を集めることとされていた。
当初、気吹舎は江戸の武士や町人らの入門者によって支持・後援されていたが、篤胤は、みずからの学問を広めるべく、文化13年（1816年）と文政2年（1819年）の2度にわたり、上総・下総を遊歴し、講釈もおこなって精力的に門人獲得をおこなった。こうして得られた門人は名主・神職・豪商・豪農など、その多くが村落指導者層で、のちに篤胤の著作物を刊行する費用の助成者となった。天保期に入ると、房総の門人のなかから大原幽学の村落復興運動に関係する者もあらわれた。
儒教攻撃、尊王の鼓吹で江戸幕府から忌避された篤胤は天保12年（1841年）に著述差し止め、江戸追放の処分を受け、郷里久保田の地で没するが、江戸の気吹舎はそのまま婿養子の平田銕胤に引き継がれた。銕胤は塾の経営を堅実に維持しながらも、入門者をすべて「篤胤没後の門人」として扱い、学者としてみずから一家をなそうとはしなかった。
一般の塾では習字の教科書とされていた『千字文』にかわって、気吹舎では『古学二千文』が使用されていた。『古学二千文』（1833年）は、碧川好尚とならんで篤胤二大高弟の一人であった上野国館林藩出身の生田万によるもので、そこでは古代が「薄税寛刑」の理想社会として描かれている。なお、生田万は、天保8年（1837年）、天保大飢饉に際し、越後柏崎において挙兵して敗死した（生田万の乱）。
正月に発会（ほっかい）、12月に納会（のうかい）を開催したのは他の塾と同じであるが、平田国学塾では、9月に本居宣長の霊祭（9月29日没）がおこなわれた。代々木の平田神社に伝えられている宣長の画像は、この霊祭の際に使用されたと考えられる。

## 出版事業

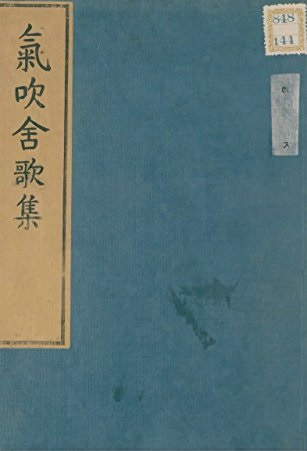
『気吹舎歌集』（国立国会図書館蔵）

気吹舎は、塾教育と連動しながら、きわめて多種多様な出版物を刊行していた。篤胤自身、歌人でもあり、戯作者としての一面ももちあわせていた。また、気吹舎内部の事情を伝える『気吹舎日記』の存在によって、出版物が何年に刊行したのか、何部販売されたかも具体的に総て判明しており、これは、近世後期から明治初年にかけての出版事情を示すものとしては、他に類例のない好資料となっている。そうしたなかで、門人による農書が多数出版されていたことが注目される。下総の宮負定雄の『農業要集』、摂津の小西篤好の『農業余話』、下野の田村仁左衛門の『農業自得』などがそれである。平田塾の草莽性は、崩壊に直面する農村の自力更生へ向けた必死の努力に具体的に応えようとするものだった。
一方、気吹舎は、特定の書籍をあえて刊行せず、写本としてのみ少量を流通させるということを行っていた。儒学が公式の幕府教学であり、寺請制度によって仏教が事実上の国教であった当時にあっては、この問題には細心の配慮が必要とされていたのであり、実際、篤胤の仏教排撃論である『出定笑語』などは刊行を規制していた。
なお、気吹舎の出版物は私家版であり、版権は本屋にはなく気吹舎にあった。その販売には、
1. 特定の書肆が売り弘め所として割印を獲得して不特定多数の人びとに販売する。この場合、気吹舎が留め版を保持し、残りの版木を書肆に預けるということもあった。
2. 書肆からの注文に応じ、そのたびごとに数冊ずつ渡して販売してもらう。
3. 篤胤が当該地方の代表となるような門人にまとめて渡し、その土地の人々に購入してもらう。
4. 銕胤が地方巡遊の際に門人らに購入してもらう。

などの方法があった。また、版下の製作・彫刻・校正刷り・彫り直し・製本という一連の過程は、それぞれが別の職人に依頼するというかたちをとっていた。このことによって、比較的自由な出版活動が可能であった。製造と販売の過程が分かれ、販売方法も多様だったことで増刷も容易であり、状況によって臨機応変に対応できる方法をとっていたのである。
天保12年（1841年）の著述差し止め以後、篤胤が赦免されたのは、篤胤死後の嘉永2年12月28日（1850年2月9日）、徳川家斉7回忌のときであった。これにより、篤胤の著作が晴れて公に刊行可能となったが、内々にはわずかながら刊行しており、これは上述のとおり、それぞれが職人に発注する仕組みであったために幕府としても取り締まりが難しかったものと考えられる。その際、刊行物のなかには差し止め以前の天保の年号を刻したものもみられる。

## 幕末の変革と気吹舎
平田篤胤は、鎖国下の日本でロシア語辞書を編纂するなど、対外的な危機のなかで西洋に対する日本のあるべきすがたを追究した。しかし、弘化・嘉永の時期になると、仏教のふるさとインドがイギリスの植民地となっていること、儒教のふるさとである中国はアヘン戦争で大敗したことが知られるようになり、さらに日本では黒船来航によって社会が騒然とするなか、従来の《将軍-大名、藩主-家臣、家臣-奉公人》といった封建的主従関係よりも、天皇・朝廷を軸とした国家的まとまりの方が肝要であると説く平田国学の基本的な考え方は、各地の武士層によって強い関心をもってむかえられた。その結果、武士からの入門者が急増する一方、そのなかから尊王攘夷運動の一翼をになう人物が現れるなど学塾の政治化が急速に進んだ。文久元年（1861年）頃から、気吹舎への入門数、気吹舎刊行書籍の発行部数が急増している。また、明治維新の功労者である西郷隆盛も再三、江戸の気吹舎を訪れている。
気吹舎は、このような状況の中で、全国の政治情報がおのずと入ってくるセンターとなっていった。久保田藩の江戸定府士となった平田銕胤は、門人たちに対し平田国学の修行指南を親しくおこない、基本的な文献を貸してやったり、ときには食事を供するなど懇切丁寧に接する一方、超人的なまでに頻繁に門人たちと通信して連絡を取り合っており、このことは逆に銕胤らにさまざまな政治情報をもたらした。銕胤は義父篤胤の教学（「皇朝古道学」）を広く全国に押し広げようというなみなみならぬ熱意をもっていたと同時に卓越した組織能力を発揮した。久保田藩は、これに着目し、銕胤・延胤父子に江戸・京都の情報探索を命じており、その情報収集活動はいっそう精緻なものに変わっていった。薩摩藩の益満休之助が平田銕胤にあてた書簡が示しているように、大藩の藩士であり、清河八郎ら江戸の急進的な尊王攘夷派とも深い関係をもっていた益満であっても、文久元年（1861年）にラザフォード・オールコックらが襲撃された東禅寺事件（第1次）の情報については気吹舎に求めざるを得なかったのである。こうしたなか、篤胤の嫡孫平田延胤が、平田国学者の政治的理論的指導者として成長を遂げている。
明治維新後、新政府は文明開化を標榜し、近代化政策を急速に推し進めていくが、このとき平田国学者たちの多くは守旧頑迷の徒として中央政界を追われた。気吹舎の活動も明治9年に終焉をとげた。

## 主な門人
| - 山崎篤利（1766-1838）：武蔵国越谷の油商人。篤胤の著作に経済援助。篤胤後妻の養父。 - 佐藤信淵（1769-1850）：出羽国雄勝郡出身。経世家。 - 鶴峯戊申（1788-1859）：豊後国出身。国学者・洋学者。 - 新庄道雄（-1835）：駿河国（駿府）の国学者。 - 柴崎直古（-1835）：駿府の本屋、採選亭の主人。 - 大国隆正（1793-1871）：津和野藩士（江戸生まれ）。神道家。 - 宮負定雄（1797-1858）：下総の国学者。豪農出身。 - 宮内嘉長（1789-1843）：下総の国学者。 - 六人部是香（1798-1864）：山城国向日神社祠官。神祇官再興・国学校建設を唱える。 - 羽田野敬雄（1798-1882）：三河国豊橋の羽田八幡宮神職。40人以上を気吹舎に入門させる。近代的図書館運動のさきがけ。 - 生田万（1801-1837）：篤胤二大高弟の一人。上州館林の人。生田万の乱で敗死。 - 船越清蔵（1805-1862）：長門国長府藩士。 - 碧川好尚（1807-）：篤胤二大高弟の一人。伊予国出身。平田銕胤の弟。 - 岩崎長世（1807-1879）：『古史伝』の出版に尽力。豊国神社宮司。 - 中根雪江（1807-1877）：越前藩士。松平慶永のブレーンの一人。 - 権田直助（1809-1887）：武蔵国入間郡出身。江戸薩摩藩邸の焼討事件に参加。 - 鈴木重胤（1812-1863）：淡路国津名郡の庄屋出身。『延喜式祝詞講義』・『日本書紀伝』を著す。宗像信仰再興運動。 - 小河一敏（1813-1886）:豊後国岡藩士。明治維新後、堺県知事。 - 小谷田勝五郎（1814-1869）：武蔵国多摩郡の農民出身。転生の話で知られる。 - 宮和田光胤（1816-1888）：下総国相馬郡出身の農民。足利三代木像梟首事件に参加した宮和田勇太郎の父。維新後は深川の富岡八幡宮神職。 - 葛城彦一（1818-1880）：薩摩藩の郷士。 | - 青山景通（1819-1891）：美濃国苗木藩士。維新後、廃仏毀釈をおこなう。 - 間半兵衛（1822-1879）：美濃国中津川宿の豪商。幕末期に尊王攘夷運動に奔走。 - 矢野玄道（1823-1887）：伊予国大洲藩士。国学者。維新後、神祇官判事・修史館御用掛。篤胤『古史伝』を完成させる。皇典講究所初代文学部長。 - 岩下方平（1827-1900）：薩摩藩士。薩英戦争和平交渉正使。のち薩摩藩家老。 - 三輪田元綱（1828-1879）：伊予国出身。足利三代木像梟首事件に参加。兄は三輪田米山、夫人は三輪田真佐子。 - 飯田武郷（1828-1900）：信濃国諏訪藩士だったが脱藩。『日本書紀通釈』70巻の著者。 - 津田真道（1829-1903｝：啓蒙思想家。明六社創設メンバーの一人。 - 師岡正胤（1829-1899）：医師。足利三代木像梟首事件に参加。松尾大社大宮司。 - 島崎正樹（1831-1886）：作家島崎藤村の父、小説『夜明け前』のモデル。 - 倉澤義随（1832-1921）：信濃国伊那郡の庄屋、酒造家、神官。白川神祇伯家用人。 - 角田忠行（1834-1918）：信濃国佐久郡の神官の子。足利三代木像梟首事件の首謀者の一人。熱田神宮大宮司。 - 高松平十郎（1836-1863）：信濃国更級郡出身。足利三代木像梟首事件に参加。北辰一刀流虎韜館師範代。 - 田近陽一郎（1836-1901）：豊後国岡藩出身。討幕運動に参加。神代文字の研究。 - 渡辺重石丸（1837-1915）：豊前国中津藩出身。新政府の宗教政策を担当。 - 児島強介（1837-1862）：宇都宮出身。坂下門外の変に関与。 - 相楽総三（1839-1868）：江戸出身の志士。赤報隊の隊長。 - 井上頼圀（1839-1914）：江戸の医家出身。皇典講究所の設立者の一人。 - 丸山作楽（1840-1899）：島原藩士。維新後は外交官・政治家。神祇官再興運動の指導者。 - 田中正造（1841-1913）:下野国安蘇郡出身の政治家。足尾鉱毒事件で有名。 - 田中亦太郎（1843-1873）：上野高崎藩出身、維新後に宣教使。 - 稲垣千穎（1845-1913）：陸奥国棚倉藩出身。唱歌の作詞。 |

## 気吹舎日記
気吹舎内部の記録として、文化元年（1804年）から明治9年（1876年）まで切れ目なく残存しており、とくに刊行物に関しては出版年・出版部数の完全記録となっており、近世出版事情を知る貴重な資料となっている。以下に収載されている。
- 『国立歴史民俗博物館研究報告』通巻122号 （国立歴史民俗博物館 2005.3 pp. 3-73）
- 『国立歴史民俗博物館研究報告』通巻128号 （国立歴史民俗博物館 2006.3 pp. 5-420）
- 『平田篤胤研究』渡辺金造 （六甲書房 1942）